# U.S. Department of Agriculture South Building
Das U.S. Department of Agriculture South Building wurde von 1930 an erbaut, um die zusätzlichen Büros des United States Department of Agriculture in Washington, D.C. unterzubringen. Der Bau des U.S. Department of Agriculture Administration Building auf der Nordseite der Independence Avenue wurde zwar 1930 fertiggestellt, die infolge der Weltwirtschaftskrise in Gang gesetzten landwirtschaftlichen Programme benötigten jedoch zusätzliche Mitarbeiter und zusätzlichen Büroraum, als im Hauptgebäude untergebracht werden konnten. Die Errichtung des Gebäudes erfolgte in mehreren Abschnitten. Das Gebäude wurde am 5. Juli 2007 in das National Register of Historic Places eingetragen.
Das Gebäude wurde 1936 fertig und war bis zur Fertigstellung des Pentagons das größte Bürogebäude der Welt. Es hat eine Breite von 140 m und eine Länge von 288 m. Rund 4500 Büroräume verteilen sich auf sieben Etagen. Die Architektur des Gebäudes wird Louis A. Simon zugeschrieben, der im Federal Office of the Supervising Architect tätig war. Das South Building ist mit dem Hauptgebäude des Ministeriums durch zwei geschlossene Fußgängerbrücken verbunden, welche die Independence Avenue überqueren. Im neuen Gebäude bestanden sowohl Büros als auch Labore. Ursprünglich wurde es als „Extensible Building“ bezeichnet, da es in Bauphasen erweitert werden konnte.
Stilistisch ist das South Building eine abgespeckte Anwendung des Neoklassizismus, wobei klassische Formen und Proportionen verwendet werden, aber auf teure und beim Bau zeitraubende Details verzichtet wurde. Eine solche Bauweise wurde bei Regierungsgebäuden in den Vereinigten Staaten mehr und mehr verwendet, bis sie von der Moderne abgelöst wurde. Den Höhepunkt erreichte diese Bauweise bei der Errichtung des Pentagons. Beim South Building drückte der geringere Umfang der Detaillierung auch auf die untergeordnete Bedeutung des Gebäudes zum Hauptgebäude des Ministeriums gegenüber aus. Das Interieur basiert auf einem streng eingehaltenen Netzwerk von Korridoren, von dem nur das Auditorium und die Bibliothek abweichen. Es ist noch schlichter gehalten als die äußere Ansicht des Bauwerks.
Das Gebäude ist in sieben in Nord-Süd-Richtung ausgerichtete Flügel unterteilt, die durch das Headhouse an der Independence Avenue und das Tailhouse an der C Street miteinander verbunden sind. Der Plan sah vor, dass die Fassaden an der 12. und der 14. Straße von der National Mall aus sichtbar waren, sodass sie mit Kalkstein verkleidet wurden. Die Fassaden an der C Street und an der Independence Avenue waren von dort aus nicht sichtbar, weswegen an diesen Seiten Backsteine als primäres Baumaterial diente und Kalkstein sowie Terracotta-Bauteile nur teilweise verwendet wurden. Die Seite zur 14. Straße hin weist einen monumentalen Eingang mit sechzehn korinthische Säulen auf. An den übrigen Stellen zeigen Relieftafeln zwischen den Fenstern in den Vereinigten Staaten heimische Tiere. Diese Tafeln wurden von dem Bildhauer Edwin Morris geschaffen.
Seit der Verlegung der Labore in das Beltsville Agricultural Research Center, wird das Gebäude ausschließlich zu administrativen Zwecken genutzt.